# Usnea ramillosa
Usnea ramillosa är en lavart som beskrevs av Motyka. Usnea ramillosa ingår i släktet Usnea och familjen Parmeliaceae.   Inga underarter finns listade i Catalogue of Life.